# حسین کلباسی اشتری
حسین کلباسی اشتری (زاده ۱۳۴۱، اصفهان) پژوهشگر حوزه فلسفه و استاد گروه فلسفه دانشگاه علامه طباطبایی است. او مدتی در حوزه تحصیل کرده و دوره دکتری فلسفه را در دانشگاه تهران گذرانده‌است. کلباسی سردبیری مجلات تاریخ فلسفه و غرب‌شناسی بنیادی را بر عهده دارد.

## اتهام دستبرد فکری و پاسخ او به این اتهام
در سال ۱۳۹۳، در فضای مجازی، چند مورد اتهام دستبرد فکری به او زده شد. در مقابل حسین کلباسی اشتری در تاریخ ۱۱ آذر ۱۳۹۳ در وبگاه دانشگاه علامه طباطبایی در پاسخ به یکی از اتهامات تقلب علمی که در مورد مقاله ای انگلیسی مطرح شده، پاسخ داد. کلباسی در پاسخ گفت که حدود چهار و نیم صفحه از کتاب ماریتن را در مقالهٔ خود اقتباس کرده‌است اما سهواً، ارجاع به این منبع در نسخهٔ منتشرشدهٔ مقاله‌اش از قلم افتاده‌است.
روزنامه شرق در تاریخ ۲۹ آذر ۱۳۹۳ با چاپ گزارشی در این مورد به همراه چاپ همان دفاعیه‌ای که حسین کلباسی اشتری از خود داشته، به ابعاد دیگری از این بحث پرداخت.
به گزارش روزنامه شرق، کلباسی از مدیریت گروه فلسفه دانشگاه علامه طباطبایی و سردبیری مجلهٔ آن «حکمت و فلسفه» برکنار شد و مدیرمسئول مجله نیز از انتشار مقاله کلباسی عذرخواهی کرد.